# Макс Карл Вільгельм Вебер
Макс Карл Вільгельм Вебер (Max Carl Wilhelm Weber; 1852—1937) — німецько-нідерландський біогеограф, професор Амстердамського університету (1900), організатор і керівник морської експедиції в Нідерландську Ост-Індію (нині — Індонезія) в 1899—1900 роках.

## Біографія
Макс Вебер був сином німця Германа Вебера і голандки Вільгельміна ван дер Колк. Його батько помер, коли йому було 2 роки. У 1873 році він вивчав порівняльну анатомію в Боннському університеті. З 1875 по 1876 роки він відвідував лекції Карла Едуарда фон Мартенса в Університеті імені Гумбольдта в Берліні. У 1877 році він отримав вчений ступінь кандидата наук в університеті Бонна. У 1878 році він склав іспит з медицини і поступив на військову службу. У 1880 році він викладав анатомію людини в університеті Утрехта. З травня по жовтень 1881 року брав участь у експедиції в Баренцовому морі.
У 1883 році він одружився з нідерландською альгологинею і ботанікинею Ганною Вебер ван Боссе (1852—1942). У тому ж році він став професором зоології в університеті Амстердама.
У 1887 році він став громадянином Нідерландів. У 1888 році Вебер з дружиною вирушили до Індії і потім на Суматру, Яву, Флорес і Сулавесі, де вони займалися дослідженнями прісноводної флори і фауни. У 1892 році Вебер був призначений директором Зоологічного музею університету Амстердама. У 1894 році під час експедиції в Південну Африку він вивчав прісноводну фауну. З 1899 по 1900 роки він керував експедицією, для якої надано нідерландським урядом канонерський човен «Siboga», який переобладнали в дослідне судно. Під час цієї експедиції Вебер виявив 131 невідомий науці вид тварин. Поряд з цим він встановив біогеографічну межу, названу «лінією Вебера», яка краще, ніж лінія Воллеса, відображала рівновагу між Орієнтальною і Австралійською областями. Лінія Вебера проходить між Моллукськими островами, островом Буру і Сулавесі, між Тимором в Зондському архіпелазі і Австралією.
Після свого повернення до Нідерландів Вебер опублікував «Die Säugetiere. Einführung in die Anatomie und Systematik der recenten und fossilen Mammalia», «Lehrbuch der Biologie für Hochschulen», а також 7-томну монографію «The Fishes of the Indo-Australian archipelago».
У 1935 році Вебер обраний іноземним членом Лондонського Королівського товариства .
На честь Вебера названо багато таксонів тварин, в тому числі вітрильна ящірка Вебера (Hydrosaurus weberi), Карликова білка Вебера (Prosciurillus weberi) мулистий стрибун Вебера (Periophthalmus weberi), Siboglinum weberi, Chromis weberi, Caudacaecilia weberi, Peristedion weberi .

## Основні праці
- Weber M. Der Indo-Australische Archipel und die Geschichte seiner Tierwelt. — Jena: Gustav Fischer, 1902. — 46 S.
- Weber M. Die Säugetiere: Einführung in die Anatomie und Systematik der recenten und fossilen Mammalia . 2. Aufl. — Jena: Gustav Fischer. — Bd 1. Anatomischer Teil. — 1927. — 459 S. ; Bd 2. Systematischer Teil. — 1928. — 922 S.